# باول مانينغ
باول مانينغ هو لاعب هوكي الجليد كندي، ولد في 15 أبريل 1979 في رد دير في كندا.

## وصلات خارجية
- باول مانينغ على موقع دوري الهوكي الوطني (الإنجليزية)
- باول مانينغ على موقع قاعة مشاهير الهوكي (لاعب أن.إتش.أل) (الإنجليزية)
- باول مانينغ على موقع EliteProspects.com (الإنجليزية)
- باول مانينغ على موقع Eurohockey.com (الإنجليزية)
- باول مانينغ على موقع HockeyDB.com (الإنجليزية)
- باول مانينغ على موقع Hockey-Reference.com (الإنجليزية)